# Головачка Литвинова
Головачка Литвинова (Cephalaria litvinovii) — вид рослин з родини жимолостевих (Caprifoliaceae); поширений в Україні й Росії.

## Опис
Багаторічна рослина 1–2 м заввишки. Головки до 5 см в діаметрі. Зовнішні квітки до 2 см завдовжки. Квітки сірчано-жовті, блискучі, зовні волосисті.
Період цвітіння: липень — серпень.

## Поширення
Поширений в Україні (Луганська область) й південно-європейській частині Росії (Білгородська, Пензенська, Тамбовська області).
В Україні вид зростає по чагарниках, балках, вологих місцях — у лівобережному степу, рідко (Луганська область).